# Dorfkirche Hirschfelde (Werneuchen)

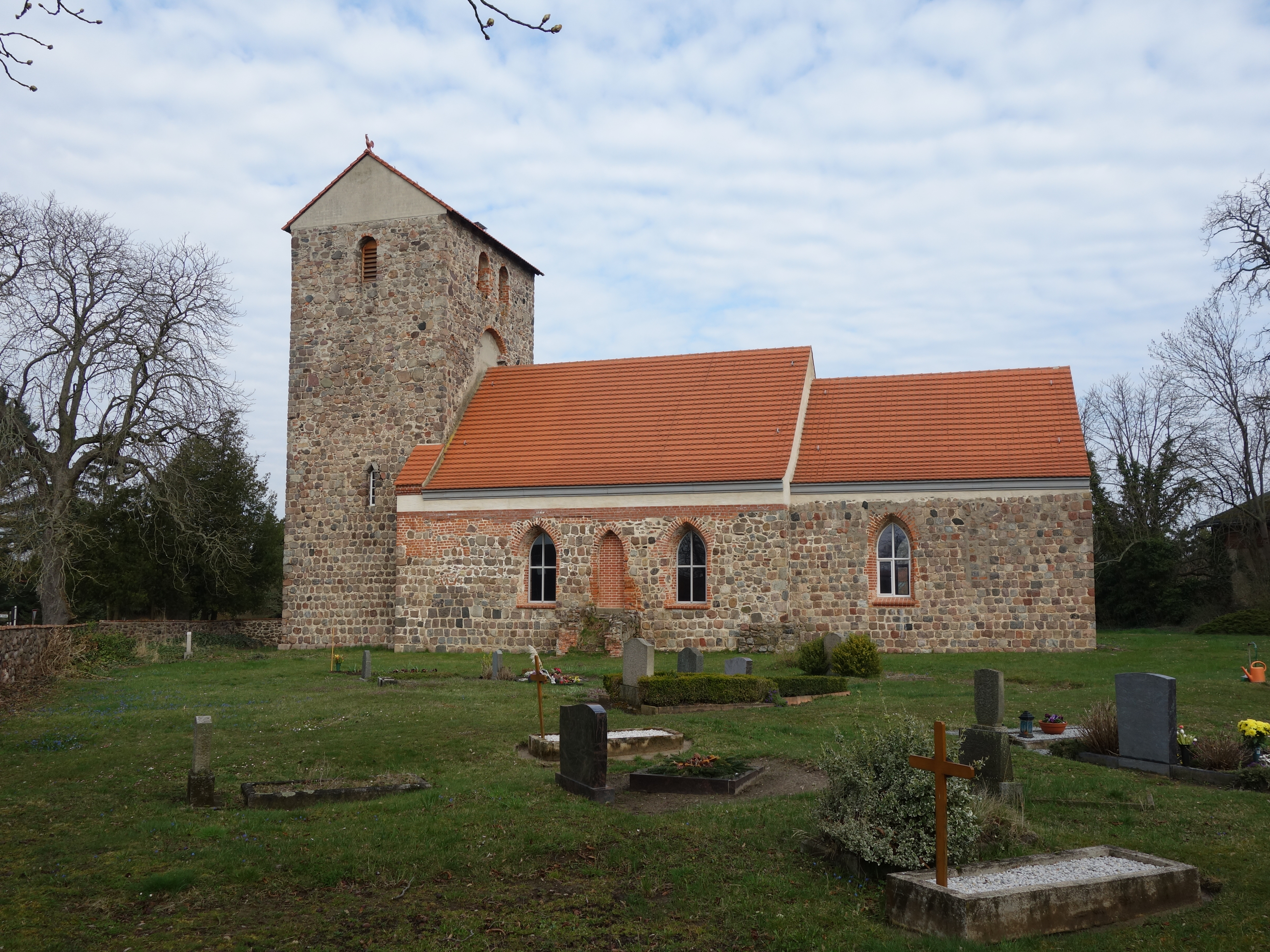
Dorfkirche Hirschfelde, Südansicht

Die Dorfkirche Hirschfelde ist ein Kirchengebäude im Ortsteil Hirschfelde der Stadt Werneuchen  im Landkreis Barnim  des deutschen Bundeslandes Brandenburg. Die Kirche gehört zum Kirchenkreis Oderland-Spree der Evangelischen Kirche Berlin-Brandenburg-schlesische Oberlausitz.

## Architektur

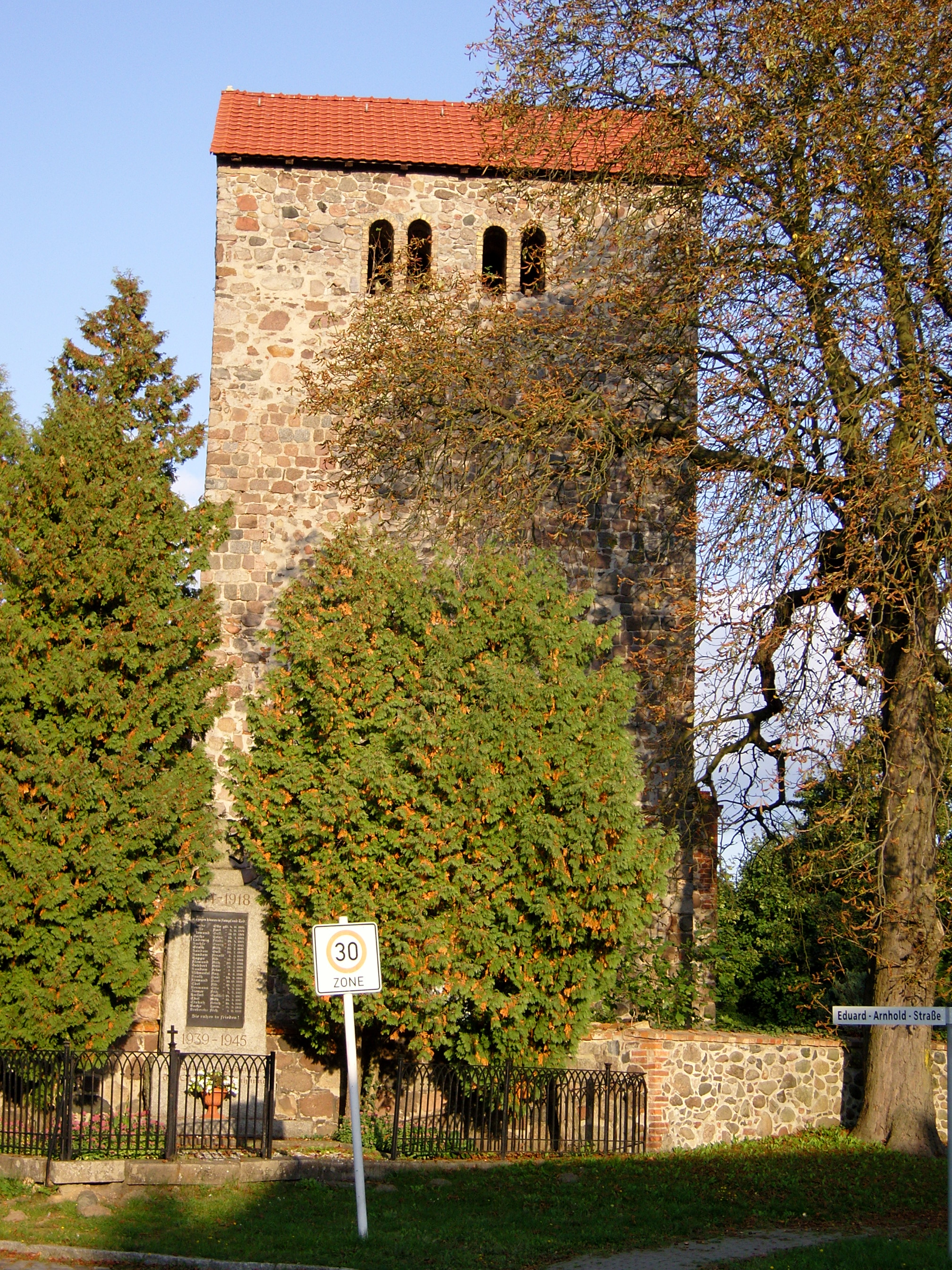
Westansicht des Turms

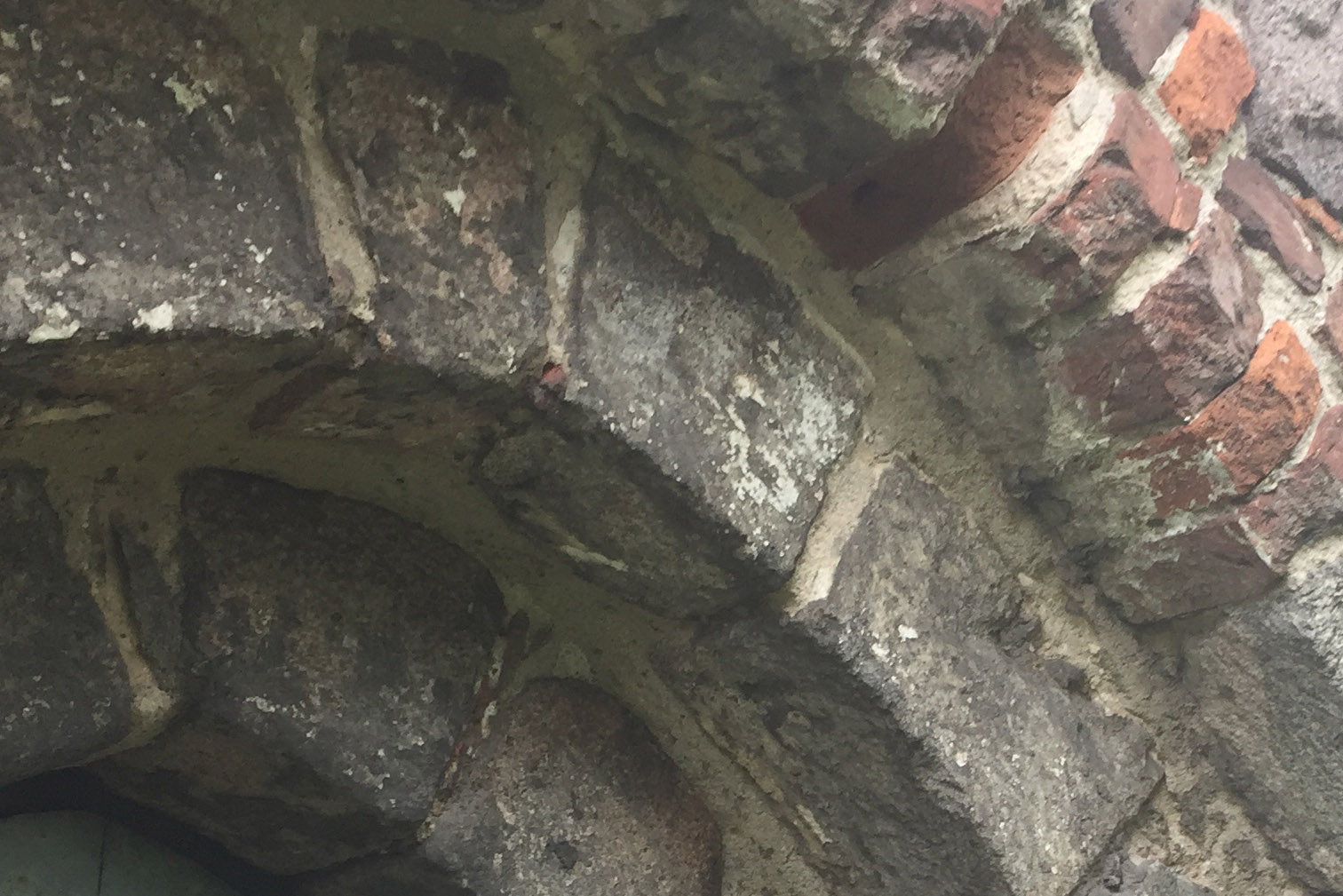
Schachbrettstein

Die Feldsteinkirche stammt aus der zweiten Hälfte des 13. Jahrhunderts. Das knapp 30 Meter lange Gebäude besteht aus einem gut 11 Meter breiten Kirchenschiff mit eingezogenem Rechteckchor und einem ebenfalls eingezogenen Querturm. Das Glockengeschoss wurde im 15. Jahrhundert errichtet. Auf der Südseite des Kirchenschiffs befindet sich eine vermauerte Priesterpforte. Die Fenster wurden im 19. Jahrhundert mit Backstein spitzbogig vergrößert. Auf der Nordseite ist ein vermauertes rundbogiges Fenster aus der Bauzeit erkennbar. Am gestuften Westportal findet sich rechts oben ein verwitterter Schachbrettstein.
Das Gebäude wurde 1945 durch Kriegshandlungen zerstört und bestand in den darauffolgenden Jahrzehnten lediglich als Ruine. Ab den 1970er Jahren ermöglichte die Überdachung des Chors deren Nutzung als Kapelle. Nach 2001 wurde mit Hilfe eines Fördervereins der Wiederaufbau in Angriff genommen, der 2015 abgeschlossen wurde.